# Lista de sítios do Patrimônio Mundial da UNESCO por país

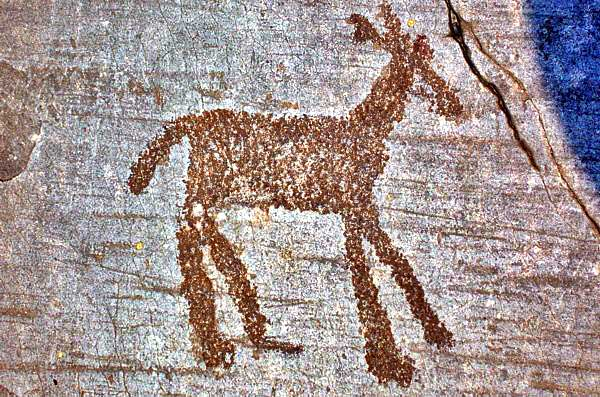
A Itália é atualmente o país com maior número de sítios do Patrimônio Mundial (59 sítios). Na foto, o sítio Arte Rupestre do Vale Camonica, o primeiro sítio do país.

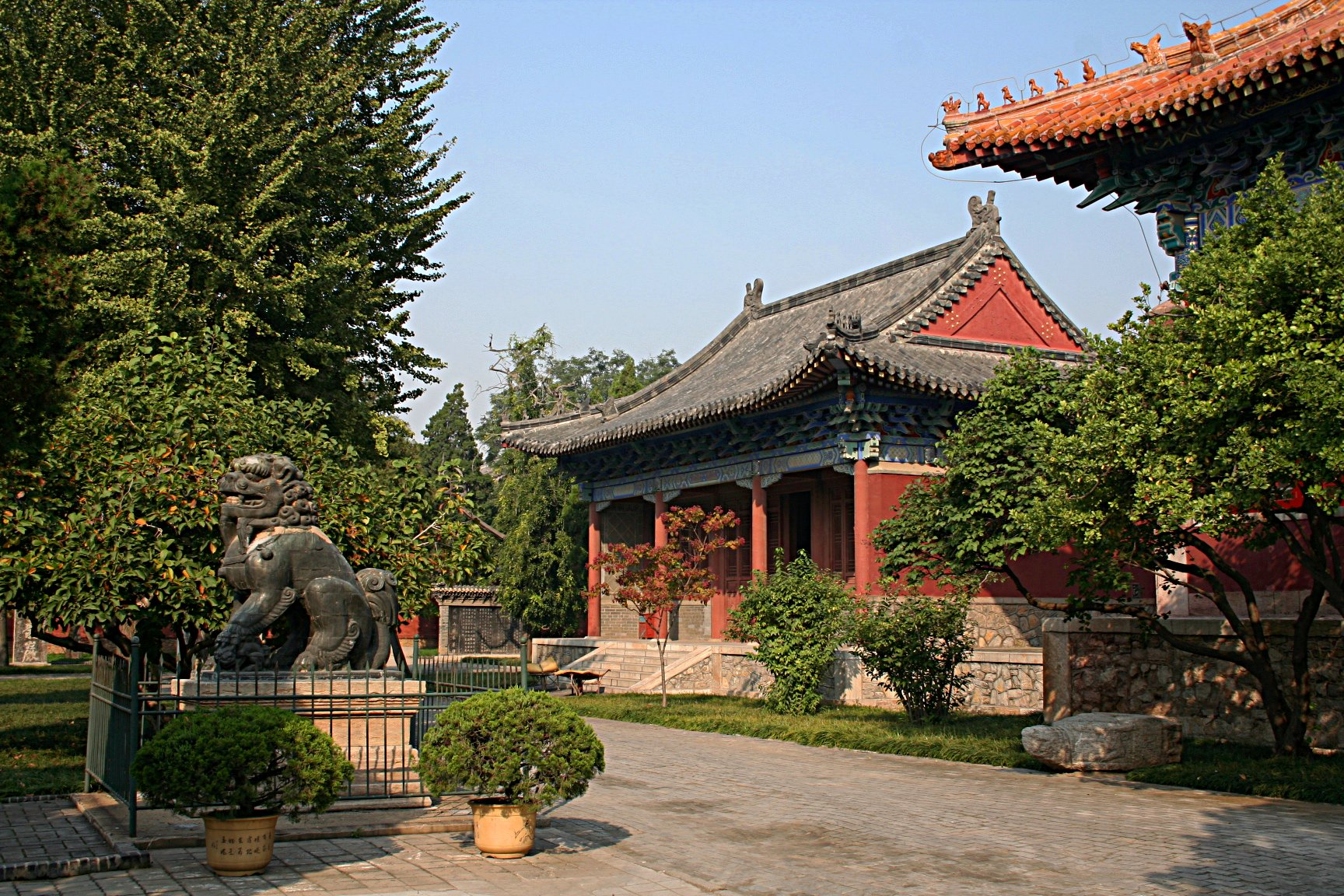
A China é o segundo país com maior número de sítios do Patrimônio Mundial (57 sítios). Na foto, o sítio Monte Tai, primeiro sítio do Patrimônio Mundial no país.

A Lista do Patrimônio/Património Mundial divulgada pela Organização das Nações Unidas para a Educação, a Ciência e a Cultura (UNESCO) através do Centro do Patrimônio Mundial é composta por um total de 1,199 sítios distribuídos em 168 países (os chamados "Estados-parte") dentre os 192 países signatários da Convenção para a Proteção do Patrimônio Mundial, Cultural e Natural. O documento, promulgado na conclusão da Conferência Geral da Organização das Nações Unidas para a Educação, a Ciência e a Cultura em 16 de novembro de 1972, estabeleceu em seu texto a criação do Comité do Patrimônio Mundial visando exclusivamente "mapear, reconhecer e divulgar sítios que, por sua excepcional importância, são considerados patrimônios da humanidade".
A indicação e eventual aprovação de um sítio pelo Comitê Executivo da UNESCO envolve um complexo, profundo e prolongado processo de apreciação e estudo do elemento indicado de acordo com os critérios de avaliação do Comité do Patrimônio Mundial. Após sua aprovação, o bem passa a integrar oficialmente a Lista do Patrimônio Mundial. Os Sítios do Patrimônio Mundial podem ser uma localidade específica (cidades ou distritos específicos), monumentos históricos, propriedades delimitadas terrestres ou marítimas (parques naturais ou reservas ecológicas) ou, ainda, manifestações culturais de uma região. 
Os atuais 1,199 sítios estão assim classificados dentro dos critérios estabelecidos na Convenção pela UNESCO: 933 são bens de interesse cultural, 227 de interesse natural e 39 interesse misto (esta última categoria incluindo sítios que agregam num só bem elementos culturais e naturais). Na lista global de sítios pela UNESCO (1,199 no total), 34 sítios são classificados como Transfronteiriços, isto é, sua área tombada situa-se sobre o território de 2 ou mais países. A UNESCO estabelece uma observação crítica especial para sítios cuja integridade estejam ameaçadas em decorrência de conflitos bélicos, catástrofes naturais ou alterações arquitetônicas ou artísticas, incluindo-os na Lista do Patrimônio Mundial em perigo (atualmente composta por 55 sítios em todas os continentes).
O Comitê do Patrimônio Mundial da UNESCO estabeleceu critérios próprios para agrupar os Estados-parte e seus respectivos sítios como integrantes dessas regiões, divergindo da usual divisão geográfica e política e do Geoesquema das Nações Unidas. A divisão por Regiões da UNESCO agrupa os países signatários de acordo com os elos culturais e históricos entre estes, independentemente da divisão continental usual. Sendo assim, essas Regiões delimitadas pela organização e os países que as compõem são específicos para o entendimento e estudo do Patrimônio Mundial. O Comitê do Patrimônio Mundial agrupou os países em cinco regiões específicas: África; América Latina e o Caribe; Ásia e Pacífico; Estados Árabes; e Europa e América do Norte. 

Sítios do Patrimônio Mundial por país (em 2018).

## Sítios por país
| País                           | Sítios do Patrimônio Mundial | Sítios do Patrimônio Mundial | Sítios do Patrimônio Mundial | Sítios do Patrimônio Mundial | Região UNESCO             |
| País                           | Natural                      | Cultural                     | Misto                        | Total                        | Região UNESCO             |
| ------------------------------ | ---------------------------- | ---------------------------- | ---------------------------- | ---------------------------- | ------------------------- |
| Itália                         | 6                            | 53                           |                              | 59                           | Europa e América do Norte |
| China                          | 14                           | 39                           | 4                            | 57                           | Ásia e Pacífico           |
| Alemanha                       | 3                            | 49                           |                              | 52                           | Europa e América do Norte |
| França                         | 7                            | 44                           | 1                            | 52                           | Europa e América do Norte |
| Espanha                        | 4                            | 44                           | 2                            | 50                           | Europa e América do Norte |
| Índia                          | 7                            | 34                           | 1                            | 42                           | Ásia e Pacífico           |
| México                         | 6                            | 27                           | 2                            | 35                           | América Latina e Caribe   |
| Reino Unido                    | 4                            | 28                           | 1                            | 33                           | Europa e América do Norte |
| Rússia                         | 11                           | 20                           |                              | 31                           | Europa e América do Norte |
| Irão                           | 2                            | 25                           |                              | 27                           | Ásia e Pacífico           |
| Estados Unidos                 | 12                           | 12                           | 1                            | 25                           | Europa e América do Norte |
| Japão                          | 5                            | 20                           |                              | 25                           | Ásia e Pacífico           |
| Brasil                         | 7                            | 15                           | 1                            | 23                           | América Latina e Caribe   |
| Canadá                         | 11                           | 10                           | 1                            | 22                           | Europa e América do Norte |
| Turquia                        |                              | 19                           | 2                            | 21                           | Europa e América do Norte |
| Austrália                      | 12                           | 4                            | 4                            | 20                           | Ásia e Pacífico           |
| Grécia                         |                              | 17                           | 2                            | 19                           | Europa e América do Norte |
| Chéquia                        | 1                            | 16                           |                              | 17                           | Europa e América do Norte |
| Polônia                        | 2                            | 15                           |                              | 17                           | Europa e América do Norte |
| Portugal                       | 1                            | 16                           |                              | 17                           | Europa e América do Norte |
| Bélgica                        | 1                            | 15                           |                              | 16                           | Europa e América do Norte |
| Coreia do Sul                  | 2                            | 14                           |                              | 16                           | Ásia e Pacífico           |
| Suécia                         | 1                            | 13                           | 1                            | 15                           | Europa e América do Norte |
| Países Baixos                  | 1                            | 12                           |                              | 13                           | Europa e América do Norte |
| Peru                           | 2                            | 9                            | 2                            | 13                           | América Latina e Caribe   |
| Suíça                          | 4                            | 9                            |                              | 13                           | Europa e América do Norte |
| Argentina                      | 5                            | 7                            |                              | 12                           | América Latina e Caribe   |
| Áustria                        | 1                            | 11                           |                              | 12                           | Europa e América do Norte |
| Dinamarca                      | 3                            | 8                            |                              | 11                           | Europa e América do Norte |
| Etiópia                        | 2                            | 9                            |                              | 11                           | África                    |
| África do Sul                  | 4                            | 5                            | 1                            | 10                           | África                    |
| Bulgária                       | 3                            | 7                            |                              | 10                           | Europa e América do Norte |
| Croácia                        | 2                            | 8                            |                              | 10                           | Europa e América do Norte |
| Indonésia                      | 4                            | 6                            |                              | 10                           | Ásia e Pacífico           |
| Colômbia                       | 2                            | 6                            | 1                            | 9                            | América Latina e Caribe   |
| Cuba                           | 2                            | 7                            |                              | 9                            | América Latina e Caribe   |
| Israel                         |                              | 9                            |                              | 9                            | Europa e América do Norte |
| Marrocos                       |                              | 9                            |                              | 9                            | Estados Árabes            |
| Roménia                        | 2                            | 7                            |                              | 9                            | Europa e América do Norte |
| Tunísia                        | 1                            | 8                            |                              | 9                            | Estados Árabes            |
| Eslováquia                     | 2                            | 6                            |                              | 8                            | Europa e América do Norte |
| Hungria                        | 1                            | 7                            |                              | 8                            | Europa e América do Norte |
| Noruega                        | 1                            | 7                            |                              | 8                            | Europa e América do Norte |
| Sri Lanka                      | 2                            | 6                            |                              | 8                            | Ásia e Pacífico           |
| Vietnã                         | 2                            | 5                            | 1                            | 8                            | Ásia e Pacífico           |
| Ucrânia                        | 1                            | 7                            |                              | 8                            | Europa e América do Norte |
| Arábia Saudita                 | 1                            | 6                            |                              | 7                            | Estados Árabes            |
| Argélia                        | 6                            | 1                            |                              | 7                            | Estados Árabes            |
| Bolívia                        | 1                            | 6                            |                              | 7                            | América Latina e Caribe   |
| Chile                          |                              | 7                            |                              | 7                            | América Latina e Caribe   |
| Egito                          | 1                            | 6                            |                              | 7                            | Estados Árabes            |
| Finlândia                      | 1                            | 6                            |                              | 7                            | Europa e América do Norte |
| Quénia                         | 3                            | 4                            |                              | 7                            | África                    |
| Senegal                        | 2                            | 5                            |                              | 7                            | África                    |
| Tailândia                      | 3                            | 4                            |                              | 7                            | Ásia e Pacífico           |
| Tanzânia                       | 3                            | 3                            | 1                            | 7                            | África                    |
| Uzbequistão                    | 2                            | 5                            |                              | 7                            | Ásia e Pacífico           |
| Cazaquistão                    | 3                            | 3                            |                              | 6                            | Estados Árabes            |
| Filipinas                      | 3                            | 3                            |                              | 6                            | Ásia e Pacífico           |
| Iraque                         |                              | 5                            | 1                            | 6                            | Estados Árabes            |
| Jordânia                       |                              | 5                            | 1                            | 6                            | Estados Árabes            |
| Líbano                         |                              | 6                            |                              | 6                            | Estados Árabes            |
| Mongólia                       | 2                            | 4                            |                              | 6                            | Ásia e Pacífico           |
| Paquistão                      |                              | 6                            |                              | 6                            | Ásia e Pacífico           |
| Síria                          |                              | 6                            |                              | 6                            | Estados Árabes            |
| Azerbaijão                     | 1                            | 4                            |                              | 5                            | Europa e América do Norte |
| República Democrática do Congo | 5                            |                              |                              | 5                            | África                    |
| Costa do Marfim                | 3                            | 2                            |                              | 5                            | África                    |
| Eslovênia                      | 2                            | 2                            |                              | 5                            | Europa e América do Norte |
| Equador                        | 2                            | 3                            |                              | 5                            | América Latina e Caribe   |
| Iêmen                          | 1                            | 4                            |                              | 5                            | Estados Árabes            |
| Líbia                          |                              | 5                            |                              | 5                            | Estados Árabes            |
| Lituânia                       |                              | 5                            |                              | 5                            | Europa e América do Norte |
| Omã                            |                              | 5                            |                              | 5                            | Estados Árabes            |
| Panamá                         | 3                            | 2                            |                              | 5                            | América Latina e Caribe   |
| Sérvia                         |                              | 5                            |                              | 5                            | Europa e América do Norte |
| Turquemenistão                 | 1                            | 4                            |                              | 5                            | Ásia e Pacífico           |
| Zimbabwe                       | 2                            | 3                            |                              | 5                            | África                    |
| Albânia                        | 1                            | 2                            | 1                            | 4                            | Europa e América do Norte |
| Bielorrússia                   | 1                            | 3                            |                              | 4                            | Europa e América do Norte |
| Camboja                        |                              | 4                            |                              | 4                            | Ásia e Pacífico           |
| Costa Rica                     | 3                            | 1                            |                              | 4                            | América Latina e Caribe   |
| Geórgia                        | 1                            | 3                            |                              | 4                            | Europa e América do Norte |
| Guatemala                      |                              | 3                            | 1                            | 4                            |                           |
| Malásia                        | 2                            | 2                            |                              | 4                            | Ásia e Pacífico           |
| Mali                           |                              | 3                            | 1                            | 4                            | África                    |
| Montenegro                     | 1                            | 3                            |                              | 4                            | Europa e América do Norte |
| Nepal                          | 2                            | 2                            |                              | 4                            | Ásia e Pacífico           |
| Palestina                      |                              | 4                            |                              | 4                            | Estados Árabes            |
| Tajiquistão                    | 2                            | 2                            |                              | 4                            | Ásia e Pacífico           |
| Arménia                        |                              | 2                            | 1                            | 3                            | Europa e América do Norte |
| Barém                          |                              | 3                            |                              | 3                            | Estados Árabes            |
| Bangladesh                     | 1                            | 2                            |                              | 3                            | Ásia e Pacífico           |
| Bósnia e Herzegovina           |                              | 3                            |                              | 3                            | Europa e América do Norte |
| Burquina Fasso                 | 1                            | 2                            |                              | 3                            | África                    |
| Chipre                         |                              | 3                            |                              | 3                            | Europa e América do Norte |
| Islândia                       | 2                            | 1                            |                              | 3                            | Europa e América do Norte |
| Quirguistão                    | 1                            | 2                            |                              | 3                            | Ásia e Pacífico           |
| Laos                           |                              | 3                            |                              | 3                            | Ásia e Pacífico           |
| Madagáscar                     | 2                            | 1                            |                              | 3                            | África                    |
| Malta                          |                              | 3                            |                              | 3                            | Europa e América do Norte |
| Nova Zelândia                  | 2                            |                              | 1                            | 3                            | Ásia e Pacífico           |
| Níger                          | 2                            | 1                            |                              | 3                            | África                    |
| Sudão                          | 1                            | 2                            |                              | 3                            | África                    |
| Uganda                         | 2                            | 1                            |                              | 3                            | África                    |
| Venezuela                      | 1                            | 2                            |                              | 3                            | América Latina e Caribe   |
| Afeganistão                    |                              | 2                            |                              | 2                            | Estados Árabes            |
| Benim                          | 1                            | 1                            |                              | 2                            | África                    |
| Botswana                       | 1                            | 1                            |                              | 2                            | África                    |
| Camarões                       | 2                            |                              |                              | 2                            | África                    |
| República Centro-Africana      | 2                            |                              |                              | 2                            | África                    |
| Chade                          | 1                            |                              | 1                            | 2                            | África                    |
| Coreia do Norte                |                              | 2                            |                              | 2                            | Ásia e Pacífico           |
| Estónia                        |                              | 2                            |                              | 2                            | Europa e América do Norte |
| Gâmbia                         |                              | 2                            |                              | 2                            | África                    |
| Gana                           |                              | 2                            |                              | 2                            | África                    |
| Vaticano                       |                              | 2                            |                              | 2                            | Europa e América do Norte |
| Honduras                       | 1                            | 1                            |                              | 2                            | América Latina e Caribe   |
| Irlanda                        |                              | 2                            |                              | 2                            | Europa e América do Norte |
| Letónia                        |                              | 2                            |                              | 2                            | Europa e América do Norte |
| Malawi                         | 1                            | 1                            |                              | 2                            | África                    |
| Mauritânia                     | 1                            | 1                            |                              | 2                            | África                    |
| Ilhas Maurícias                |                              | 2                            |                              | 2                            | África                    |
| Micronésia                     |                              | 2                            |                              | 2                            | Ásia e Pacífico           |
| Myanmar                        |                              | 2                            |                              | 2                            | Ásia e Pacífico           |
| Namíbia                        | 1                            | 1                            |                              | 2                            | África                    |
| Nicarágua                      |                              | 2                            |                              | 2                            | América Latina e Caribe   |
| Nigéria                        |                              | 2                            |                              | 2                            | África                    |
| Seicheles                      | 2                            |                              |                              | 2                            | África                    |
| Suriname                       | 1                            | 1                            |                              | 2                            | América Latina e Caribe   |
| Uruguai                        |                              | 2                            |                              | 2                            | América Latina e Caribe   |
| Andorra                        |                              | 1                            |                              | 1                            | Europa e América do Norte |
| Angola                         |                              | 1                            |                              | 1                            | África                    |
| Antígua e Barbuda              |                              | 1                            |                              | 1                            | América Latina e Caribe   |
| Barbados                       |                              | 1                            |                              | 1                            | América Latina e Caribe   |
| Belize                         | 1                            |                              |                              | 1                            | América Latina e Caribe   |
| Cabo Verde                     |                              | 1                            |                              | 1                            | África                    |
| República do Congo             | 1                            |                              |                              | 1                            | África                    |
| Dominica                       | 1                            |                              |                              | 1                            | América Latina e Caribe   |
| República Dominicana           |                              | 1                            |                              | 1                            | América Latina e Caribe   |
| El Salvador                    |                              | 1                            |                              | 1                            | América Latina e Caribe   |
| Eritreia                       |                              | 1                            |                              | 1                            | África                    |
| Fiji                           |                              | 1                            |                              | 1                            | Ásia e Pacífico           |
| Gabão                          |                              |                              | 1                            | 1                            | África                    |
| República da Guiné             | 1                            |                              |                              | 1                            | África                    |
| Haiti                          |                              | 1                            |                              | 1                            | América Latina e Caribe   |
| Jamaica                        |                              |                              | 1                            | 1                            | América Latina e Caribe   |
| Jerusalém                      |                              | 1                            |                              | 1                            | –                         |
| Kiribati                       | 1                            |                              |                              | 1                            | Ásia e Pacífico           |
| Lesoto                         |                              |                              | 1                            | 1                            | África                    |
| Luxemburgo                     |                              | 1                            |                              | 1                            | Europa e América do Norte |
| Ilhas Marshall                 |                              | 1                            |                              | 1                            | Ásia e Pacífico           |
| Moldávia                       |                              | 1                            |                              | 1                            | Europa e América do Norte |
| Moçambique                     |                              | 1                            |                              | 1                            | África                    |
| Macedônia do Norte             |                              |                              | 1                            | 1                            | Europa e América do Norte |
| Total                          | 257                          | 931                          | 45                           | 1233                         | 167 Estados               |

## Estatísticas por país
Esta tabela sintetiza os Estados-parte da Convenção do Patrimônio Mundial pela quantidade de sítios listados:
     Países com 50 ou mais sítios.
     Países com 40 a 49 sítios.
     Países com 30 a 39 sítios.
     Países com 20 a 29 sítios.
     Países com 15 a 19 sítios.
     Países com 10 a 14 sítios.